# Lille Valby (Ågerup Sogn)
 For alternative betydninger, se Lille Valby. (Se også artikler, som begynder med Lille Valby)
Lille Valby er en landsby i Ågerup Sogn, Tune Herred, Roskilde Kommune (tidligere i Roskilde Amt).

## Historie
Stednavnet kendes tilbage til år 1300, da Walby wæstre omtales den 14. september. Samme navn genfindes i Roskildebispens Jordebog fra 1370. Formen med "lille" kendes fra 1500-tallet, både som efterstillet led (Valby Lyllæ) og som forled (Lillæ Valby, Litlæ Walby). Fra 1600-tallet og frem synes denne form at være den fast anvendte. Efterleddet er -by.
Lille Valby landsby bestod i 1682 af 3 gårde og 3 huse uden jord. Det samlede dyrkede areal udgjorde 252,5 tønder land skyldsat til 48,84 tønder hartkorn. Dyrkningsformen var trevangsbrug.